# Alberto Trentini
Alberto Trentini (c. 1979-desaparecido el 15 de noviembre de 2024 en Venezuela) es un trabajador humanitario italiano que desde 2024 trabajaba en Venezuela en la organización no gubernamental Humanity & Inclusion (en). Trentini fue detenido mientras viajaba desde Caracas a Guasdualito. Ha estado desaparecido y su detención sólo fue confirmada de manera oficial dos meses después de su arresto. 

## Desaparición
Alberto Trentini es licenciado en historia moderna y contemporánea en la Università Ca' Foscari de Venecia y tiene más de diez años de experiencia en el sector del desarrollo y la cooperación internacional. Ha trabajado en Venezuela en la organización no gubernamental Humanity & Inclusion (en) desde el 17 de octubre de 2024, cuyo objetivo es la ayuda a personas con discapacidades.
El 15 de noviembre de 2024 fue detenido en un puesto de control por funcionarios del Servicio Administrativo de Identificación, Migración y Extranjería (SAIME) mientras viajaba desde Caracas a Guasdualito, estado Apure. Posteriormente fue trasladado a la Dirección General de Contrainteligencia Militar (DGCIM) en Caracas. Humanity & Inclusion intentó presentar un habeas corpus ante las autoridades, pero se negaron a recibirlo y a ofrecer información sobre el paradero de Alberto.El 13 de diciembre, el gobierno italiano convocó al encargado de negocios venezolano en Roma para solicitar una intervención urgente y resolutiva sobre el caso, la cual no se concretó.
El 7 de enero de 2025, la Comisión Interamericana de Derechos Humanos (CIDH) concedió medidas cautelares a su favor, concluyendo que se encontraba "en una situación de gravedad y urgencia toda vez que sus derechos a la vida e integridad personal enfrentan un riesgo de daño irreparable en Venezuela". Para esa fecha, la CIDH no había recibido respuesta por parte de Venezuela. La CIDH le exigió a las autoridades adoptar "las medidas necesarias para proteger los derechos a la vida e integridad personal" e informar de manera oficial si se encontraba detenido.
Para enero de 2025, la familia emitió un comunicado denunciando que para esa fecha, casi dos meses después de su arresto, nadie había podido ver ni contactarlo, no tenían información oficial de las autoridades venezolanas ni de las italianas, y en general no tenían conocimiento alguno sobre Alberto o su situación. Sus familiares le pidieron al gobierno italiano "llevar a cabo todos los esfuerzos diplomáticos posibles y necesarios" para conseguir su liberación y regreso a Italia. El Partido Democrático de Italia, el principal opositor, le pidió al canciller Antonio Tajani que actuase.
El 15 de enero Antonio Tajani volvió a convocar al encargado de negocios venezolano para "protestar enérgicamente" por la falta de información sobre la detención de Trentini, además de la expulsión de Venezuela de tres diplomáticos italianos.Al día siguiente, Tajani declaró que al gobierno italiano se le había confirmado la detención de Alberto, a lo cual respondieron que fuese tratado con respeto y que se les permitiera una visita consular. Antonio Tajani afirmó que estaban trabajando para lograr su liberación y la de otros ocho ítalo-venezolanos encarcelados.El 17 de enero el gobierno italiano sostuvo una reunión en el Palacio Chigi, la sede del gobierno, enfocada a conseguir una solución a la situación.
El 31 de enero se realizó un flashmob en la plaza de San Marcos de Venecia pidiendo la liberación de Alberto.